# Skeena Mountains
Die Skeena Mountains, auch als The Skeenas bezeichnet, sind eine Gebirgsgruppe der Interior Mountains im Norden der kanadischen Provinz British Columbia.

## Geographie
Die Skeena Mountains flankieren hauptsächlich das obere Einzugsgebiet des Skeena River. Sie liegen gerade landeinwärts des südlichen Endes der Boundary Ranges in den Coast Mountains und des nördlichen Endes der Kitimat Ranges, einer weiteren Gebirgsgruppe der Coast Mountains. Ihre südliche Grenze wird durch den Bulkley River und die oberen nordwestlichen Bereich des Babine Lake und des Takla Lake markiert. Im Nordosten bildet der Oberlauf des Omineca River ihre Grenze.
Im Norden grenzen die Skeenas an das südliche Tahltan Highland und das Klastline Plateau, einen Teil der südlichen Ausläufer des Stikine Plateau, und an das Spatsizi Plateau, einen weiteren Teil des Stikine Plateau. Im Nordwesten, über die engen Grenzen des Spatsizi Plateau hinweg, liegen die Stikine Ranges der Cassiar Mountains, während im Osten der Skeenas die Omineca Mountains liegen; südlich befinden sich die Hazelton Mountains.

## Gebirgsgruppen und Berge der Skeena Mountains
Die folgende Liste enthält die jeweils höchsten benannten Gipfel der jeweiligen Gruppen. In allen diesen Gruppen gibt es weitere, dann aber unbenannte Berge.
- Atna Range, begrenzt durch Shedin Creek, Shelagyote Creek und Babine River.[12]
  - Shedin Peak – (2588 m) – 55° 56′ N, 127° 29′ W[13]
  - Astrology Peak – 2522 m – 56° 0′ N, 127° 32′ W[14]
  - Kisgegas Peak – 2352 m – 55° 46′ N, 127° 27′ W[15]
  - Cline Peak – 2296 m – 55° 52′ N, 127° 23′ W[16]
  - Mount Tommy Jack – 2124 m – 56° 3′ N, 127° 48′ W[17]

- Babine Range, zwischen Babine Lake, Babine River, Bulkley River und Skeena River.[18]
  - Mount Thomlinson – 2451 m – 55° 33′ N, 127° 29′ W[19]
  - Mount Cronin – 2396 m – 54° 56′ N, 126° 52′ W[20]
  - The Galleon – 2391 m – 54° 56′ N, 126° 55′ W[21]
  - Netalzul Mountain – 2342 m – 55° 17′ N, 126° 56′ W[22]
  - Blunt Mountain – 2291 m – 55° 13′ N, 127° 11′ W[23]
  - Mount Thoen – 2291 m – 55° 23′ N, 127° 2′ W[24]
  - Mount Hyland – 2279 m – 54° 54′ N, 126° 51′ W[25]

- Bait Range, am Westufer des nördlichen Takla Lake.[26]
  - Bait Peak – 2286 m – 55° 41′ N, 126° 38′ W[27]
  - Luthier Peak – 2155 m – 55° 42′ N, 126° 30′ W[28]
  - Meeting Peak – 2062 m – 55° 41′ N, 126° 28′ W[29]
  - Boucher Peak – 2043 m – 55° 36′ N, 126° 27′ W[30]
  - Minnow Peak – 1990 m – 55° 31′ N, 126° 25′ W[31]

- Driftwood Range, zwischen den Quellgebieten des Driftwood River und des Nilkitkwa River.[32]
  - Driftwood Peak – 2027 m – 55° 54′ N, 126° 40′ W[33]
  - Skutsil Knob – 1992 m – 55° 50′ N, 126° 37′ W[34]

- Klappan Range, zwischen Klappan River und Iskut River.[35]
  - Klappan Peak – 2381 m – 57° 30′ N, 129° 49′ W[36]
  - Sweeny Peak – 2352 m – 57° 5′ N, 129° 31′ W[37]
  - Tsatia Mountain – 2349 m – 57° 34′ N, 129° 57′ W[38]

- Oweegee Range, am Ostufer des Bell-Irving River.[39]
  - Delta Peak – 2313 m – 56° 39′ N, 129° 34′ W[40]
  - Oweegee Peak – 2237 m – 56° 40′ N, 129° 35′ W[41]
  - Hodder Peak – 2081 m – 56° 47′ N, 129° 29′ W[42]
  - Mount Skowill – 1963 m – 56° 42′ N, 129° 39′ W[43]

- Sicintine Range, südlich des Skeena River zwischen Sicintine River und Squingula River.[44]
  - Shelagyote Peak – 2472 m – 55° 57′ N, 127° 12′ W[45]
  - Motase Peak – 2415 m – 56° 5′ N, 127° 11′ W[46]
  - Nilkitkwa Peak – 2269 m – 55° 51′ N, 127° 6′ W[47]

- Slamgeesh Range, zwischen Skeena River und Slamgeesh River.[48]
  - Notchtop Peak – 2233 m – 56° 27′ N, 127° 40′ W[49]
  - Foster Peak – 2087 m – 56° 38′ N, 127° 48′ W[50]
  - Stephen Peak – 1813 m – 56° 28′ N, 127° 53′ W[51]

- Strata Range, zwischen Bell-Irving River, Taylor River, Taft Creek und Nass River.[52]
  - Mount Ritchie – 2041 m – 56° 28′ N, 129° 17′ W[53]
  - Magical Peak – 1984 m – 56° 32′ N, 129° 11′ W[54]
  - Irving Peak – 1917 m – 56° 22′ N, 129° 0′ W[55]

- Takla Range, begrenzt durch den Takla Lake und den Northwest Arm.[56]
  - Spike Peak – 2025 m – 55° 15′ N, 125° 53′ W[57]
  - Mount Blanchet – 2008 m – 55° 14′ N, 125° 49′ W[58]
  - Base Peak – 1931 m – 55° 17′ N, 125° 52′ W[59]